# Наполеон (рэпер)
Мута Васин Шабаз Бил (англ. Mutah Wassin Shabazz Beale, род. 7 октября 1977, Ирвингон, Нью-Джерси, США), наиболее известный под сценическим псевдонимом Napoleon (рус. Наполеон) — американский рэпер, бывший участник рэп-коллектива «Outlawz», созданного Тупаком. 

## Биография
Родился 7 октября 1977 года в Ирвингтоне штата Нью-Джерси. Воспитанием занималась его бабушка, так как родители были убиты. 
В 1995 году после создания Тупаком рэп-группы Outlawz, вступил в неё сразу, став полноценным участником коллектива. Благодаря участию на альбоме Тупака «The Don Killuminati: The 7 Day Theory», приобрели свою первую известность. После смерти Тупака, коллектив принял участие в записи совместного посмертного альбом «Still I Rise», а в 2000-м году группа выпустила свой первый сольный альбом «Ride wit Us or Collide wit Us». Наполеон также принимал участие в записи других двух альбомов группы «Novakane» (2001) и «Neva Surrenda» (2002). В 2006 году рэпер выпустил свой сольный музыкальный альбом под названием «Loyalty Over Money».

## Дискография

### Сольные альбомы
- 2006 — «Loyalty Over Money»[1].